# Elecciones parlamentarias de Noruega de 2017
Las elecciones parlamentarias de Noruega de 2017 se realizaron el 11 de septiembre de ese año. La coalición de centroderecha liderada por los conservadores se mantuvo en el poder por un estrecho margen de 88 escaños para la centro-derecha y 81 para la centro-izquierda.

## Antecedentes
Las penúltimas elecciones parlamentarias en Noruega se celebraron el 9 de septiembre de 2013. El resultado fue una victoria para los conservadores y sus aliados de derecha. El Partido Conservador (Høyre), dirigido por Erna Solberg, y el partido de derecha Progreso formaron un gobierno de dos partidos minoritarios, con Solberg como primer ministro. Estos recibieron el voto de confianza de dos partidos centristas, los Liberales y los Demócrata Cristianos.

## Sistema electoral
La elección utiliza el sistema de representación proporcional de la lista de partidos en diecinueve circunscripciones de varios miembros, una para cada uno de los condados de Noruega.
El número de miembros que se eligen de cada circunscripción varía entre 4 y 19. Para determinar la distribución de los 169 escaños entre los 19 condados, se utiliza una fórmula de dos niveles, basada en la población y el tamaño geográfico. Cada habitante cuenta un punto, mientras que cada kilómetro cuadrado cuenta 1.8 puntos.
150 de los escaños son asientos regulares de cada distrito. Estos son otorgados sobre la base de los resultados de la elección en cada condado, y no se ven afectados por los resultados en otros condados. Diecinueve de los escaños (uno para cada condado) son los asientos de nivelación que se dan a los partidos que ganan menos asientos que su parte del voto popular nacional les da derecho. Un partido debe ganar el 4% del voto popular para ganar asientos de compensación, pero puede todavía ganar asientos del distrito incluso si no alcanza este umbral.

## Partidos participantes
En la actualidad hay ocho partidos políticos representados en el parlamento noruego, todos ellos con probabilidades de participar en las elecciones de 2017:
- El Partido Laborista (Ap) posee 55 escaños en el Parlamento siendo el partido más grande del Parlamento 2013-2017. El partido se describe como socialdemócrata y europeísta, de centro-izquierda. El partido está dirigido por el exministro de Relaciones Exteriores Jonas Gahr Støre, que ha servido como líder del partido y líder de la oposición desde junio de 2014.
- El Partido Conservador (H) es el partido más grande del gobierno en ejercicio. En la actualidad, los conservadores tienen 48 escaños, después de haber obtenido cerca del 27 por ciento de los votos en las elecciones anteriores. La líder del partido es el primer ministro Erna Solberg. El partido es de ideología conservador liberal y pro-mercado, de centro-derecha.
- El Partido del Progreso (FrP) está dirigido por Siv Jensen y actualmente es el socio menor en el gabinete de Solberg. El partido se identifica como conservador social, liberal conservador, populista y euroesceptico, de derecha y a veces clasificado de extrema derecha pero el partido lo niega.
- El Partido Demócrata Cristiano (KrF) es un partido centrista basado en valores democráticos cristianos. El partido está dirigido por Knut Arild Hareide, y participó en la elección de 2013 como un defensor de la coalición de centroderecha encabezada por los conservadores.
- El Partido del Centro (Sp) es el quinto partido más grande de la legislatura noruega, con 10 escaños. Entre 2005 y 2013 el partido sirvió como socio júnior en el gobierno Roji-Verde. Es dirigido por Trygve Slagsvold Vedum. El partido es principalmente agrario, con algunas facciones conservadoras y algunas liberales.
- El Partido Liberal (V) de Trine Skei Grande tiene actualmente 9 escaños en el parlamento noruego. Afirma ser el único partido social-liberal en el país, y se sitúa en el centro de la política noruega. Los liberales tienen una estrecha relación con los demócratas cristianos.
- El Partido de la Izquierda Socialista (SV) es el segundo partido más pequeño en el parlamento y realizó una campaña para un tercer mandato como parte del gobierno de Coalición Roji-Verde en 2013. Se identifica como socialista democrático y ecosocialista. Desde 2012, Audun Lysbakken ha presidido el partido.
- El Partido Verde (MDG) hizo su debut en el parlamento noruego en las elecciones de 2013, obteniendo una sola plaza del distrito de Oslo. Los Verdes no tienen un líder oficial del partido, sino más bien dos portavoces nacionales. Actualmente, estos portavoces son Une Aina Bastholm y Rasmus Hansson. El partido se distancia del eje izquierda-derecha y se identifica como un partido ambientalista.

## Intención de voto

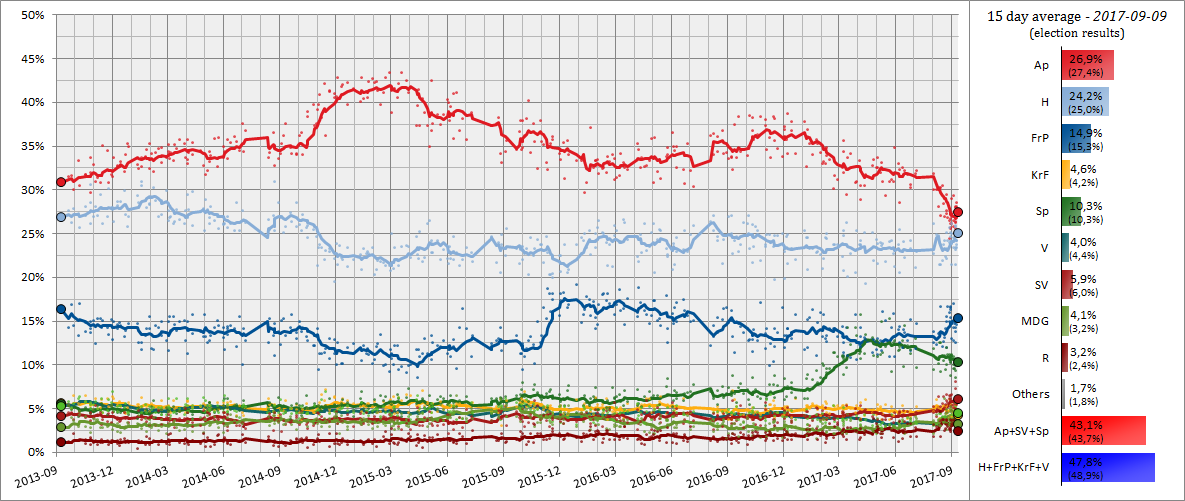
Media móvil de 30 días de los resultados de las encuestas desde la elección de 2013, con cada línea correspondiente a un partido político.

## Resultados
Resumen de los resultados de las elecciones para el parlamento de 11 de septiembre de 2017.
| Partido                            | Partido                                 | Votos     | Votos      | Votos     | Escaños | Escaños   |
| Partido                            | Partido                                 | Votos     | Porcentaje | Variación | Escaños | Variación |
| ---------------------------------- | --------------------------------------- | --------- | ---------- | --------- | ------- | --------- |
|                                    | Partido Laborista (Ap)                  | 800,949   | 27.4       | -3.4      | 49      | -6        |
|                                    | Partido Conservador (H)                 | 732,897   | 25.0       | -1.8      | 45      | -3        |
|                                    | Partido del Progreso (FrP)              | 444,683   | 15.2       | -1.2      | 27      | -2        |
|                                    | Partido de Centro (Sp)                  | 302,017   | 10.3       | +4.8      | 19      | +9        |
|                                    | Partido de la Izquierda Socialista (SV) | 176.222   | 6.0        | +1.9      | 11      | +4        |
|                                    | Partido Liberal (V)                     | 127,911   | 4.4        | -0.8      | 8       | -1        |
|                                    | Partido Demócrata Cristiano (KrF)       | 122,797   | 4.2        | -1.4      | 8       | -2        |
|                                    | Partido Verde (MDG)                     | 94,788    | 3.2        | +0.4      | 1       | 0         |
|                                    | Partido Rojo (R)                        | 70,522    | 2.4        | +1.3      | 1       | +1        |
|                                    |                                         |           |            |           |         |           |
|                                    | Partido de los Pensionados (PP)         | 12,855    | 0.4        | +0.0      | 0       | +0        |
|                                    | Partido de la Salud                     | 10,337    | 0.4        | nuevo     | 0       | nuevo     |
|                                    | Los Cristianos (PDK)                    | 8,700     | 0.3        | -0.3      | 0       | +0        |
|                                    | Partido Capitalista                     | 5,599     | 0.2        | nuevo     | 0       | nuevo     |
|                                    | Demócratas en Noruega (DEM)             | 3,830     | 0.1        | +0.1      | 0       | +0        |
|                                    | Partido Pirata                          | 3,356     | 0.1        | -0.2      | 0       | +0        |
|                                    | La Alianza                              | 3,311     | 0.1        | nuevo     | 0       | nuevo     |
|                                    | Partido Costero (KP)                    | 2,467     | 0.1        | +0.0      | 0       | +0        |
|                                    | Lista Nordmøre                          | 2,135     | 0.1        | nuevo     | 0       | nuevo     |
|                                    | Iniciativa Feminista (FI)               | 696       | 0.0        | nuevo     | 0       | nuevo     |
|                                    | Partido Comunista de Noruega (NKP)      | 309       | 0.0        | +0.0      | 0       | +0        |
|                                    | Partido Noruego                         | 151       | 0.0        | nuevo     | 0       | nuevo     |
|                                    | Partido de los Valores                  | 151       | 0.0        | nuevo     | 0       | nuevo     |
|                                    | Partido Sociedad                        | 104       | 0.0        | +0.0      | 0       | +0        |
|                                    | Asamblea del Norte                      | 59        | 0.0        | nuevo     | 0       | nuevo     |
| Total                              | Total                                   | 2,945,352 | 100.0      | –         | 169     | ±0        |
| Votos inválidos                    | Votos inválidos                         | 23,681    | 0.8        | +0.2      | –       | –         |
| Votantes registrados/Participación | Votantes registrados/Participación      | 3,765,245 | 78.2       | -0.1      | –       | –         |
| Fuente: valgresultat.no            |                                         |           |            |           |         |           |